# (5440) Terao
(5440) Terao es un asteroide perteneciente al cinturón de asteroides descubierto el 16 de abril de 1991 por Atsushi Sugie desde el Observatorio Astronómico Dynic, Taga, Japón.

## Designación y nombre
Designado provisionalmente como 1991 HD. Fue nombrado Terao en memoria de Hisashi Terao (1855-1923), que fue el primer profesor japonés de astronomía (1884-1919) en la Universidad Imperial de Tokio, el primer director (1888-1919) del Observatorio Astronómico de Tokio y el primer presidente de la Sociedad Astronómica de Japón. Poco después de terminar el curso de física en la recién creada Universidad de Tokio, fue enviado a París para estudiar mecánica celeste bajo Tisserand, su principal interés era el tránsito en Venus. También fue uno de los fundadores de la Universidad de Ciencias de Tokio llegando a ser su presidente.

## Características orbitales
Terao está situado a una distancia media del Sol de 2,171 ua, pudiendo alejarse hasta 2,480 ua y acercarse hasta 1,863 ua. Su excentricidad es 0,142 y la inclinación orbital 4,561 grados. Emplea 1168,91 días en completar una órbita alrededor del Sol.

## Características físicas
La magnitud absoluta de Terao es 13,3. Tiene 5,524 km de diámetro y su albedo se estima en 0,208. 